# Miltochrista crogea
Miltochrista crogea là một loài bướm đêm thuộc phân họ Arctiinae, họ Erebidae.